# Jérémy Blasco
Jérémy Damien Blasco (Bayonne, 12 febbraio 1999) è un calciatore francese, difensore del Radomiak Radom.

## Carriera
Nato a Bayonne, città del Paese basco settentrionale, è cresciuto nei settori giovanili dell'Aviron Bayonnais e della Real Sociedad. Aggregatosi alla terza squadra del club spagnolo nel 2017, è stato promosso nella squadra riserve nel 2019, con cui ha contribuito alla promozione in seconda divisione al termine della stagione 2020-2021. Ha esordito in Segunda División il 14 agosto 2021, in occasione dell'incontro vinto 1-0 contro il Leganés, mentre ha segnato la sua prima rete in campionato il 31 dicembre seguente, nella sconfitta per 3-2 in casa dell'Eibar.
L'8 luglio 2022 è stato acquistato dall'Huesca, con cui ha firmato un contratto biennale.

## Statistiche

### Presenze e reti nei club
Statistiche aggiornate all'8 dicembre 2022.
| Stagione               | Squadra                | Campionato             | Campionato | Campionato | Coppe nazionali | Coppe nazionali | Coppe nazionali | Coppe continentali | Coppe continentali | Coppe continentali | Altre coppe | Altre coppe | Altre coppe | Totale | Totale |
| Stagione               | Squadra                | Comp                   | Pres       | Reti       | Comp            | Pres            | Reti            | Comp               | Pres               | Reti               | Comp        | Pres        | Reti        | Pres   | Reti   |
| ---------------------- | ---------------------- | ---------------------- | ---------- | ---------- | --------------- | --------------- | --------------- | ------------------ | ------------------ | ------------------ | ----------- | ----------- | ----------- | ------ | ------ |
| 2018-2019              | Real Sociedad B        | SDB                    | 3          | 0          |                 | -               | -               |                    | -                  | -                  |             | -           | -           | 3      | 0      |
| 2019-2020              | Real Sociedad B        | SDB                    | 22         | 3          |                 | -               | -               |                    | -                  | -                  |             | -           | -           | 22     | 3      |
| 2020-2021              | Real Sociedad B        | SDB                    | 9+6        | 0          |                 | -               | -               |                    | -                  | -                  |             | -           | -           | 15     | 0      |
| 2021-2022              | Real Sociedad B        | SD                     | 40         | 1          |                 | -               | -               |                    | -                  | -                  |             | -           | -           | 40     | 1      |
| Totale Real Sociedad B | Totale Real Sociedad B | Totale Real Sociedad B | 74+6       | 4+0        |                 | -               | -               |                    | -                  | -                  |             | -           | -           | 80     | 4      |
| 2022-2023              | Huesca                 | SD                     | 10         | 0          | CR              | 0               | 0               |                    | -                  | -                  |             | -           | -           | 10     | 0      |
| Totale carriera        | Totale carriera        | Totale carriera        | 90         | 4          |                 | 0               | 0               |                    | -                  | -                  |             | -           | -           | 90     | 4      |